# The Veil of Sleep
The Veil of Sleep è un cortometraggio muto del 1913 diretto da Lloyd B. Carleton e prodotto dalla Lubin.

## Trama
Trama di Moving Picture World synopsis in (EN)  su IMDb

## Produzione
Il film fu prodotto dalla Lubin Manufacturing Company.

## Distribuzione
Distribuito dalla General Film Company, il film - un cortometraggio in una bobina - uscì nelle sale USA il 1º maggio 1913.